# Нерсе
Нерсе (груз. ნერსე) — правитель Иберии из династии Нерсианидов, один из последних эрисмтаваров. Правил 760 — 772 и 775 — 779 года. Нерсе упоминается в литературных произведениях «Житие Григория Хандзтели» и «Мученичество Або Тбилели».
Нерсе наследовал своему отцу, Адарнасе III, куропалату Иберии. В 772 году он был вызван в Багдад халифом аль-Мансуром и брошен в тюрьму. В 775 году к власти пришёл халиф аль-Махди, который освободил Нерсе. Он вернулся в Иберию, но скоро вынужден был бежать через Дарьял к хазарам. При этом он отправил семью в Абхазию, что историк З. В. Анчабадзе объясняет общностью антиарабских настроений в Абхазии, Иберии и Хазарском каганате. Арабы поставили на место Нерсе эрисмтаваром Стефана III.
В эпоху правления Нерсе в Грузию из Багдада пришёл Або Тбилисский. Уже после бегства Нерсе Або был казнён арабами (786), после чего Нерсе и его преемник Стефан более не упоминаются в истории.